# ラドスラフ・ラータル
ラドスラフ・ラータル（Radoslav Látal、1970年1月6日 - ）は、チェコ・プロスチェヨフ出身の元同国代表サッカー選手、現サッカー指導者。ポジションはミッドフィールダー。2019年よりチェコ1部リーグのSKシグマ・オロモウツの監督を務める。

## クラブ経歴
現役時代、SKシグマ・オロモウツでキャリアをスタートさせた。1989年、FKドゥクラ・プラハを経て1991年にシグマ・オロモウツへ復帰すると、レギュラーに定着し、3シーズン後の1994年にシャルケ04によって引き抜かれた。シャルケには2001年まで在籍し、2002年にチェコへ帰国し、FCバニーク・オストラヴァへ加入した。バニーク・オストラヴァではキャリア初となるチェコ1部リーグ優勝を経験し、2005年にはチェコ・カップでも優勝を果たした。

## 代表経歴
1994年からチェコ代表に出場し始め、EURO 1996とEURO 2000に参加した。
1989年にはチェコスロバキア代表として1989 FIFAワールドユース選手権にも出場した。

## 指導者経歴
2008年にSFCオパヴァの監督に就任すると、2010年にはソコロフの監督に抜擢された。2012年3月、成績不振によって解任されたパヴェル・マルラの後任として古巣FCバニーク・オストラヴァの監督に招聘され、2013年夏までの契約を交わした。しかし、チームは低迷し続け、2012年10月、バニーク・オストラヴァがチェコ1部リーグ最下位に転落すると、クラブから解任を言い渡された。

## タイトル

### クラブ
FCドゥクラ・プラハ
- チェコスロバキア・カップ : 1回 (1989-90)

シャルケ04
- UEFAヨーロッパリーグ : 1回 (1996-97)

FCバニーク・オストラヴァ
- チェコ1部リーグ : 1回 (2003-04)
- チェコ・カップ : 1回 (2004-05)

### 代表
チェコ代表
- UEFA欧州選手権 決勝トーナメントベスト11 : 1回 (1996)
- チェコ1部リーグベストイレブン : 1回 (2003-04)
- SKシグマ・オロモウツサポーター選出歴代ベストイレブン (2010年)

### 監督
MFKコシツェ
- スロバキア・カップ : 1回 (2014)

ディナモ・ブレスト
- ベラルーシ・スーパーカップ : 1回 (2018)